# 企业资源
企业资源，现代管理学意义上，企业经营所需要的资源。可以分为两个维度：可交易程度与专门程度。即计划经济时代所强调的企业的“人”、“财”、“物”。

## 分类
1. 组织资源：结构、流程
2. 人力资源：资格、经验
3. 金融资源
4. 物力资源：建筑、机器
5. 技术资源：专利、许可证